# Monticelli Pavese
Monticelli Pavese é uma comuna italiana da região da Lombardia, província de Pavia, com cerca de 666 habitantes. Estende-se por uma área de 20 km², tendo uma densidade populacional de 33 hab/km². Faz fronteira com Badia Pavese, Calendasco (PC), Chignolo Po, Orio Litta (LO), Pieve Porto Morone, Rottofreno (PC), Sarmato (PC).

## Demografia
| Variação demográfica do município entre 1861 e 2011                               |
|                                                                                   |
| Fonte: Istituto Nazionale di Statistica (ISTAT) - Elaboração gráfica da Wikipedia |